# Кастијон (Лембе)
Кастијон (фр. Castillo) насеље је и општина у југозападној Француској у региону Аквитанија, у департману Атлантски Пиринеји која припада префектури По.
По подацима из 2011. године у општини је живело 56 становника, а густина насељености је износила 11,86 становника/km². Општина се простире на површини од 4,72 km². Налази се на средњој надморској висини од 296 метара (максималној 307 m, а минималној 154 m).

## Демографија
| 1962. | 1968. | 1975. | 1982. | 1990. | 1999. | 2011. |
| ----- | ----- | ----- | ----- | ----- | ----- | ----- |
| 89    | 78    | 77    | 68    | 64    | 57    | 56    |

График промене броја становника у току последњих година